# نايجل سكوت
نايجل سكوت (19 ديسمبر 1961 ببرستل في المملكة المتحدة - ) (بالإنجليزية: Nigel Scott)‏ هو لاعب كريكت نيوزلندي.

## وصلات خارجية
- نايجل سكوت على موقع إي آس بي آن كريك إنفو (الإنجليزية)